# Grammia doris
Grammia doris är en fjärilsart som beskrevs av Jean Baptiste Boisduval 1869. Grammia doris ingår i släktet Grammia och familjen björnspinnare. Inga underarter finns listade i Catalogue of Life.